# رباطية ثلاثية الفصوص
الرباطية ثلاثية الفصوص نوع نباتي يتبع جنس الرباطية من الفصيلة المسكية.

## البيئة والانتشار
يتواجد هذا النبات في شمال الولايات المتحدة وكندا.

## الوصف النباتي
الأوراق بسيطة متقابلة. النورة الزهرية سنمة طرفية الأزهار بيضاء مصفرة.